# Indi Home
Indi Home (en chino tradicional, 樂悠居; pinyin, Lè yōu jū) es un rascacielos situado en el distrito Tsuen Wan de Nuevos Territorios en Hong Kong, China. La torre tiene 56 plantas y 212 metros (696 pies) de altura. El edificio fue completado en 2005. Fue promovido por Chinese Estates Groups bajo el nombre de su filial Kwong Sang Hong Limited. Indi Home, que es el 39.º edificio más alto de Hong Kong, se compone casi totalmente de unidades residenciales, de las que contiene 950; las plantas más bajas tienen también espacio comercial. El edificio tiene una superficie total de 54 000 metros cuadrados (580 000 ft²).